# Albert Pierrepoint
Albert Pierrepoint (Clayton, 30 de março de 1905 – Southport, 10 de julho de 1992) foi um carrasco inglês que executou entre 435 e 600 pessoas em uma carreira de 25 anos que terminou em 1956. Seu pai Henry e seu tio Thomas foram carrascos oficiais antes dele.
Pierrepoint nasceu em Clayton no West Riding of Yorkshire. Sua família lutava financeiramente por causa do emprego intermitente de seu pai e do consumo excessivo de álcool. Ele soube desde cedo que queria ser carrasco e foi contratado como assistente do carrasco em setembro de 1932, aos 27 anos. Sua primeira execução foi em dezembro daquele ano, ao lado de seu tio Tom. Em outubro de 1941, ele empreendeu seu primeiro enforcamento como carrasco principal.
Durante seu mandato, ele enforcou 200 pessoas que haviam sido condenadas por crimes de guerra na Alemanha e na Áustria, bem como vários assassinos famosos — incluindo Gordon Cummins (o Blackout Ripper), John Haigh (o Acid Bath Murderer) e John Christie (o Estrangulador de Rillington Place). Ele realizou várias execuções contenciosas, incluindo Timothy Evans, Derek Bentley e Ruth Ellis, e execuções por alta traição — William Joyce (também conhecido como Lord Haw-Haw) e John Amery — e traição, com o enforcamento de Theodore Schurch.
Em 1956, Pierrepoint se envolveu em uma disputa com um xerife sobre o pagamento, o que o levou a se aposentar do enforcamento. Ele administrou um pub em Lancashire de meados da década de 1940 até a década de 1960. Ele escreveu suas memórias em 1974, nas quais concluiu que a pena capital não era um impedimento, embora possa ter mudado de posição depois disso. Ele abordou sua tarefa com gravidade e disse que a execução era "sagrada para mim". Sua vida foi incluída em várias obras de ficção, como o filme Pierrepoint de 2005, no qual foi interpretado por Timothy Spall.

## Primeiros anos

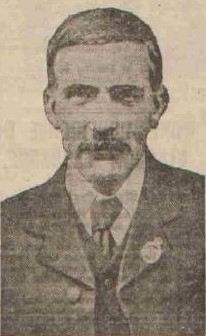
Pai de Albert Henry

Albert Pierrepoint nasceu em 30 de março de 1905 em Clayton no West Riding of Yorkshire. Ele era o terceiro de cinco filhos e o filho mais velho de Henry Pierrepoint e sua esposa Mary (nascida Buxton). Henry teve uma série de empregos, incluindo aprendiz de açougueiro, fabricante de tamancos e transportador em uma fábrica local, mas o emprego era principalmente de curto prazo. Com empregos intermitentes, a família frequentemente tinha problemas financeiros, agravados pelo alcoolismo de Henry. A partir de 1901, Henrique estava na lista de carrascos oficiais. A função era de meio período, com pagamento feito apenas para enforcamentos individuais, em vez de um estipêndio ou salário anual, e não havia pensão incluída no cargo.
Henry foi removido da lista de carrascos em julho de 1910 depois de chegar bêbado a uma prisão um dia antes de uma execução e repreender excessivamente seu assistente. O irmão de Henry, Thomas, tornou-se um carrasco oficial em 1906. Pierrepoint não descobriu sobre o antigo emprego de seu pai até 1916, quando as memórias de Henry foram publicadas em um jornal. Influenciado pelo pai e pelo tio, quando solicitado na escola a escrever sobre o trabalho que gostaria quando fosse mais velho, Pierrepoint disse que "Quando eu sair da escola, gostaria de ser carrasco público como meu pai é, porque precisa de um homem firme com boas mãos como meu pai e meu tio Tom e eu seremos iguais".
Em 1917, a família Pierrepoint deixou Huddersfield, West Riding of Yorkshire, e mudou-se para Failsworth, perto de Oldham, Lancashire. A saúde de Henry piorou e ele não conseguia realizar trabalho físico. Como resultado, Pierrepoint deixou a escola e começou a trabalhar na Marlborough Mills local. Henry morreu em 1922 e Pierrepoint recebeu dois cadernos azuis — nos quais seu pai havia escrito sua história como carrasco — e o diário de execução de Henry, que listava detalhes de cada enforcamento do qual ele havia participado. Na década de 1920, Pierrepoint deixou a fábrica e tornou-se carroceiro de uma mercearia atacadista, entregando mercadorias encomendadas por meio de um caixeiro-viajante. Em 1930, ele aprendeu a dirigir um carro e um caminhão para fazer suas entregas. Mais tarde ele se tornou gerente do negócio.

## Carrasco assistente (1931–1940)

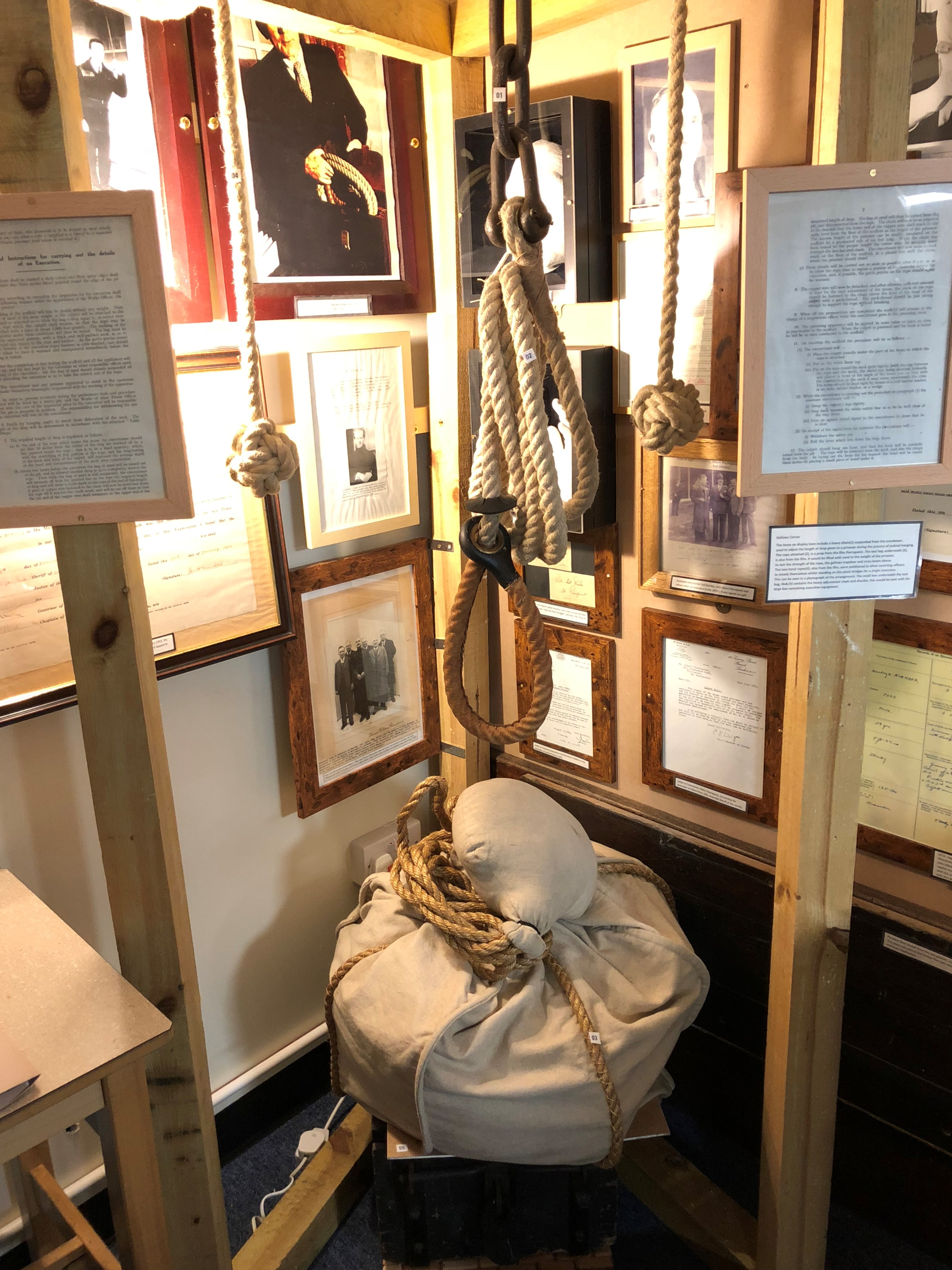
Fac-símile do equipamento do carrasco britânico, exibido no museu da Prisão de Wandsworth

Em 19 de abril de 1931, Pierrepoint escreveu aos comissários da prisão e se candidatou para ser carrasco assistente. Ele foi rejeitado, ante a ausência de vagas. Ele recebeu um convite para uma entrevista seis meses depois. Ele foi aceito e passou quatro dias treinando na prisão de Pentonville, em Londres, onde um manequim era usado para praticar. Ele recebeu sua carta formal de aceitação como carrasco assistente no final de setembro de 1932. Naquela época, os honorários do assistente eram de £ 1 11s 6d por execução, com outros £ 1 11s 6d pagos duas semanas depois se sua conduta e comportamento fossem satisfatórios. O carrasco era escolhido pelo xerife do condado — ou, mais comumente, delegado ao subxerife, que selecionava tanto o carrasco quanto o assistente. Os executores e seus assistentes deveriam ser discretos e as regras para essas funções incluíam a cláusula:
Ele deve entender claramente que sua conduta e comportamento geral devem ser respeitáveis, não apenas no local e hora da execução, mas antes e posteriormente, que ele deve evitar chamar a atenção do público ao entrar ou sair da prisão, e ele é proibido de dando a qualquer pessoa detalhes sobre o assunto de seu dever para publicação.

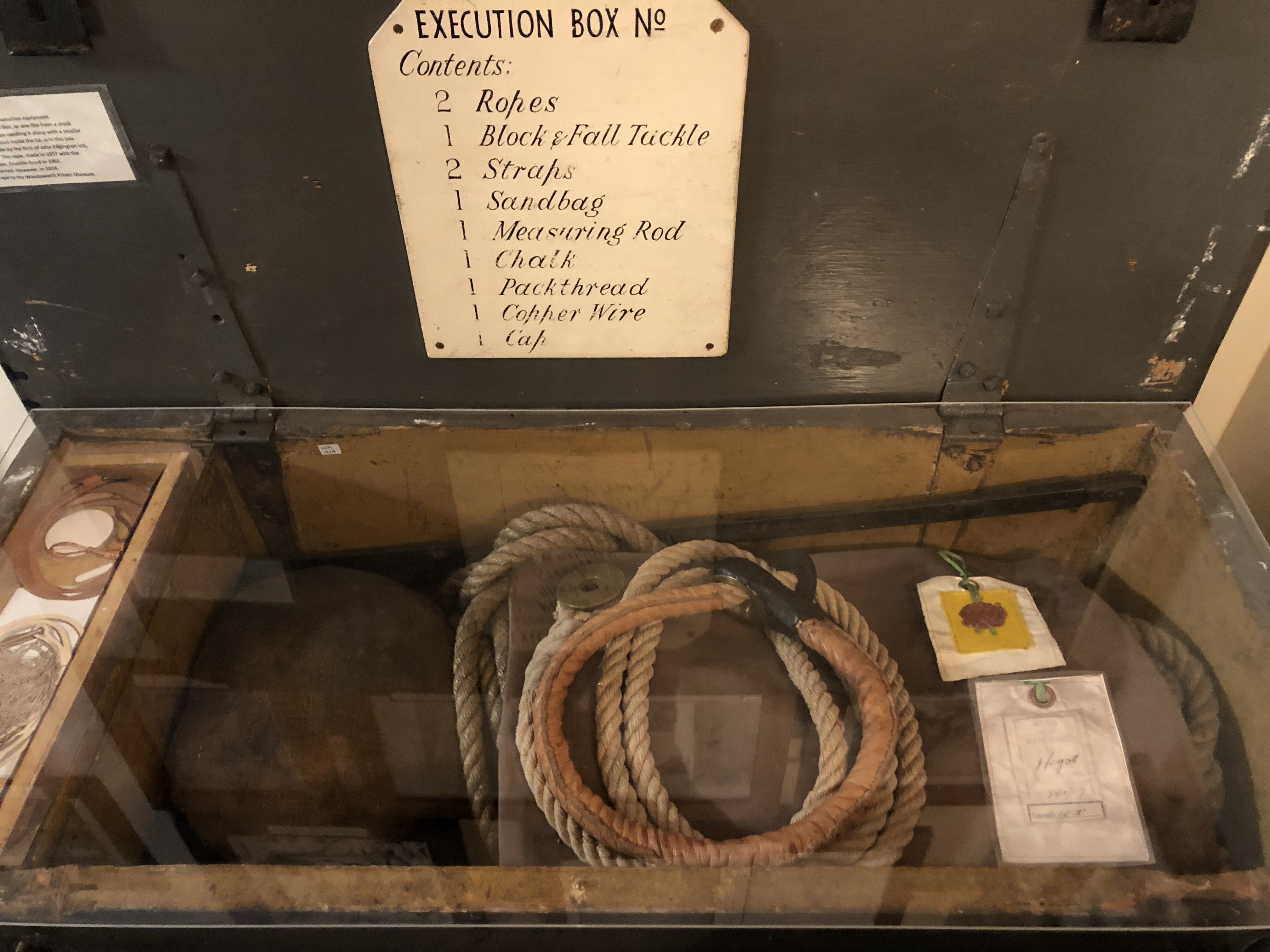
Caixa de Execução número oito, contendo todo o equipamento necessário para um carrasco. Mostrado no museu da prisão de Wandsworth

No final de dezembro de 1932, Pierrepoint realizou sua primeira execução. Seu tio Tom havia sido contratado pelo governo do Estado Livre da Irlanda para o enforcamento de Patrick McDermott, um jovem fazendeiro irlandês que havia assassinado seu irmão. Tom estava livre para escolher seu próprio assistente, pois era fora da Grã-Bretanha e levou Pierrepoint com ele. Eles viajaram para a Prisão Mountjoy, Dublin, para o enforcamento. Estava marcado para as 8h e demorou menos de um minuto para ser realizado. O trabalho de Pierrepoint como assistente era seguir o prisioneiro até o cadafalso, amarrar as pernas do prisioneiro e, em seguida, sair do alçapão antes que o carrasco líder acionasse o mecanismo.
Pelo restante da década de 1930, Pierrepoint trabalhou no ramo de mercearia e como carrasco assistente. A maioria de suas encomendas foi com seu tio Tom, de quem Pierrepoint aprendeu muito. Ele ficou particularmente impressionado com a abordagem e comportamento de seu tio, que eram dignos e discretos. Ele também seguiu o conselho de Tom: "se você não pode fazer isso sem uísque, não faça de jeito nenhum".
Em julho de 1940, Pierrepoint foi o assistente na execução de Udham Singh, um refugiado de Punjabi que havia sido condenado por atirar no administrador colonial Sir Michael O'Dwyer. Um dia antes da execução, Stanley Cross, o recém-promovido executor principal, ficou confuso com seus cálculos do comprimento da queda e Pierrepoint interveio para aconselhar sobre as medições corretas. Pierrepoint foi adicionado à lista de executores principais logo depois.

### Livros
- Bailey, Brian (1989). Hangmen of England: History of Execution from Jack Ketch to Albert Pierrepoint. London: Virgin Books. ISBN 978-0-4910-3129-5
- Barnett, Hilaire (2014). Constitutional & Administrative Law. London: Routledge. ISBN 978-1-317-44622-4
- Block, Brian P.; Hostettler, John (1997). Hanging in the Balance: A History of the Abolition of Capital Punishment in Britain. Hook, Hampshire: Waterside Press. ISBN 978-1-872870-47-2
- Dernley, Syd; Newman, David (1990). The Hangman's Tale. London: Pan Books. ISBN 978-0-3303-1633-0
- Fielding, Steve (2008a). Pierrepoint: A Family of Executioners. London: John Blake Publishing. ISBN 978-1-8445-4611-4
- Fielding, Steve (2008b). The Executioner's Bible: The Story of Every British Hangman of the Twentieth Century Kindle ed. London: John Blake Publishing. ISBN 978-1-8445-4422-6
- Gowers, Ernest (1953). Royal Commission on Capital Punishment 1949–1953: Report. London: Her Majesty's Stationery Office. OCLC 226990460
- Hancock, Robert (2000). Ruth Ellis: The Last Woman to Be Hanged. London: Orion. ISBN 978-0-7528-3449-8
- Hayward, James (2013). Double Agent Snow: The True Story of Arthur Owens, Hitler's Chief Spy in England. London: Simon and Schuster. ISBN 978-0-85720-854-5
- Head, Michael (2016). Crimes Against the State: From Treason to Terrorism. London: Routledge. ISBN 978-1-317-15793-9
- Hodgkinson, Peter; Rutherford, Andrew (1996). Capital Punishment: Global Issues and Prospects. Winchester, Hants: Waterside Press. ISBN 978-1-872870-32-8
- Klein, Leonora (2006). A Very English Hangman: The Life and Times of Albert Pierrepoint. London: Corvo Books. ISBN 978-0-9543255-6-5
- McLaughlin, Stewart (2004). Execution Suite: A History of the Gallows at Wandsworth Prison 1879–1993. London: HMP Wandsworth. ISBN 978-0-9551-0801-3
- Marston, Edward (2009). Prison: Five Hundred Years of Life Behind Bars. London: Bloomsbury Academic. ISBN 978-1-905615-33-9
- Pierrepoint, Albert (1977) [1974]. Executioner: Pierrepoint. London: Coronet. ISBN 978-0-3402-1307-0
- Rhodes James, Robert (1987). Anthony Eden. London: Macmillan. ISBN 978-0-333-45503-6
- Twitchell, Neville (2012). The Politics of the Rope: The Campaign to Abolish Capital Punishment in Britain, 1955–1969. Bury St Edmunds, Suffolk: Arena Books. ISBN 978-1-906791-98-8

### Jornais
- «Amery, John (1912–1945)». Oxford Dictionary of National Biography online ed. Oxford University Press. 2006. doi:10.1093/ref:odnb/37112 (Requer Subscrição ou ser sócio da biblioteca pública do Reino Unido.)
- Bailey, Brian (2004). «Pierrepoint, Albert, (1905–1992)». Oxford Dictionary of National Biography online ed. Oxford University Press. doi:10.1093/ref:odnb/38768 (Requer Subscrição ou ser sócio da biblioteca pública do Reino Unido.)
- «Christie, John Reginald Halliday (1899–1953)». Oxford Dictionary of National Biography online ed. Oxford University Press. 2013. doi:10.1093/ref:odnb/37280 (Requer Subscrição ou ser sócio da biblioteca pública do Reino Unido.)
- Dunn, Jane (2008). «Ellis [née Neilson], Ruth (1926–1955)». Oxford Dictionary of National Biography online ed. Oxford University Press. doi:10.1093/ref:odnb/56716 (Requer Subscrição ou ser sócio da biblioteca pública do Reino Unido.)
- Madra, Amandeep Singh (2008). «Singh, Udham (1899–1940)». Oxford Dictionary of National Biography online ed. Oxford University Press. doi:10.1093/ref:odnb/73200 (Requer Subscrição ou ser sócio da biblioteca pública do Reino Unido.)
- Morgan, Basil (2017). «Brandon, Richard (d. 1649)». Oxford Dictionary of National Biography online ed. Oxford University Press. doi:10.1093/ref:odnb/3266 (Requer Subscrição ou ser sócio da biblioteca pública do Reino Unido.)
- Nicholas, Siân (2017). «Joyce, William Brooke (known as Lord Haw-Haw) (1906–1946)». Oxford Dictionary of National Biography online ed. Oxford University Press. doi:10.1093/ref:odnb/37621 (Requer Subscrição ou ser sócio da biblioteca pública do Reino Unido.)
- Robin, Gerald D. (setembro de 1964). «The Executioner: His Place in English Society». The British Journal of Sociology. 15 (3): 234–253. JSTOR 588468. doi:10.2307/588468
- Seal, Lizzie (2016). «Albert Pierrepoint and the Cultural Persona of the Twentieth-Century Hangman». Crime, Media, Culture. 12 (1): 83–100. ISSN 1741-6590. doi:10.1177/1741659015603623

### Artigos de notícias
- Boseley, Sarah (13 de julho de 1992). «Obituary: Albert Pierrepoint». The Guardian. p. 32
- Campbell, Denis (13 de julho de 1992). «Capital punishment achieved 'nothing but revenge'». The Irish Times. p. 7
- Coslett, Paul (19 de agosto de 2008). «Albert Pierrepoint». BBC. Consultado em 31 de agosto de 2018
- Morrison, Blake (23 de novembro de 2012). «Murder at Wrotham Hill by Diana Souhami – Review». The Guardian. Consultado em 30 de agosto de 2018
- «Obituary: Albert Pierrepoint». The Daily Telegraph. 13 de julho de 1992. Consultado em 12 de outubro de 2018. Arquivado do original em 21 de julho de 2009
- «Obituary: Albert Pierrepoint». The Times. 13 de julho de 1992. p. 15
- Richardson, Robert (13 de julho de 1992). «Obituary: Albert Pierrepoint». The Independent. Consultado em 31 de agosto de 2018. Cópia arquivada em 15 de outubro de 2010 Verifique o valor de |url-access=limited (ajuda)

### Websites
- «Bentley (Deceased), R v [1998] EWCA Crim 2516 (30 July 1998)». British and Irish Legal Information Institute. 30 de julho de 1998. Consultado em 29 de agosto de 2018
- Clark, Gregory (2018). «The Annual RPI and Average Earnings for Britain, 1209 to Present (New Series)». MeasuringWorth. Consultado em 31 de agosto de 2018
- «'Let Him Have It' (1991)». British Film Institute. Consultado em 30 de agosto de 2018
- «Pierrepoint (2006)». British Film Institute. Consultado em 30 de agosto de 2018
- «Rillington Place». BBC. Consultado em 30 de agosto de 2018